# María Susana Vigna
María Susana Vigna (n. 1949 ) es una botánica, algóloga, y profesora argentina. Obtuvo su licenciatura en Ciencias biológicas, en la Facultad de Ciencias Exactas y Naturales, de la UBA. Es investigadora del CONICET. En la actualidad es directora del Laboratorio de Ficología y Cultivo Experimental del Departamento de Ciencias Biológicas de la UBA.

## Algunas publicaciones
- constanza Eherenhaus, maría susana Vigna. 2008. Interfilum paradoxum var. Regulare var. Nov. (Chlorococcales, Chlorophyta), primer registro del género para América. Darwiniana [online] volumen 46, N.º 1 [citado 2011-08-15], pp. 46-50 artículo en línea ISSN 0011-6793

- maría susana Vigna, araceli silvia Alberio, peter Siver. 2003. Aportes al estudio de las Algas Crisófitas escamosas (Chrysophyceae y Synurophyceae) del delta del Río Paraná (Provincia de Buenos Aires, Argentina). Ficología 38 (1-2): 75-85 resumen en línea

- cristina Munari, maría susana Vigna. 1999. Contribución al conocimiento de la ficoflora de los estanques de la ciudad de Buenos Aires: Parque Tres de Febrero. Plaza Sicilia. Revista Museo Argentino de Ciencias Naturales, n.s. 1(1): 13-22, Buenos Aires. ISSN 1514-5158 resumen en línea

- s.c. Feldman, c.a. Stortz, m.s. Vigna, a.s. Cerezo. 1994. Carrageenans in the sterile stage of Gigartina skottsbergii S-Et-G. Anales de la Asociación Química Argentina volumen 82, N.º 2, p. 117 - 124

### Libros
- jørgen Kristiansen, maría susana Vigna. 2002. Chrysophyceae y Synurophyceae de Tierra del Fuego (Argentina). Número 3 de Monografías del Museo Argentino de Ciencias Naturales. Editor	Museo Argentino de Ciencias Naturales "Bernardino Rivadavia" e Instituto Nacional de Investigación de las Ciencias Naturales, 45 pp.

## Honores
Miembro
- Sociedad Argentina de Botánica

- La abreviatura «Vigna» se emplea para indicar a María Susana Vigna como autoridad en la descripción y clasificación científica de los vegetales.[4]